# Enrico Caviglia

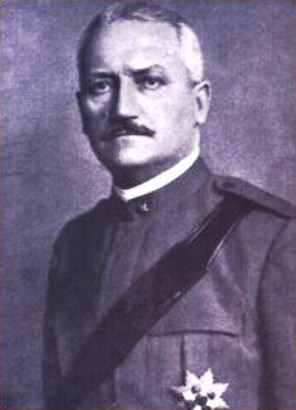
Enrico Caviglia

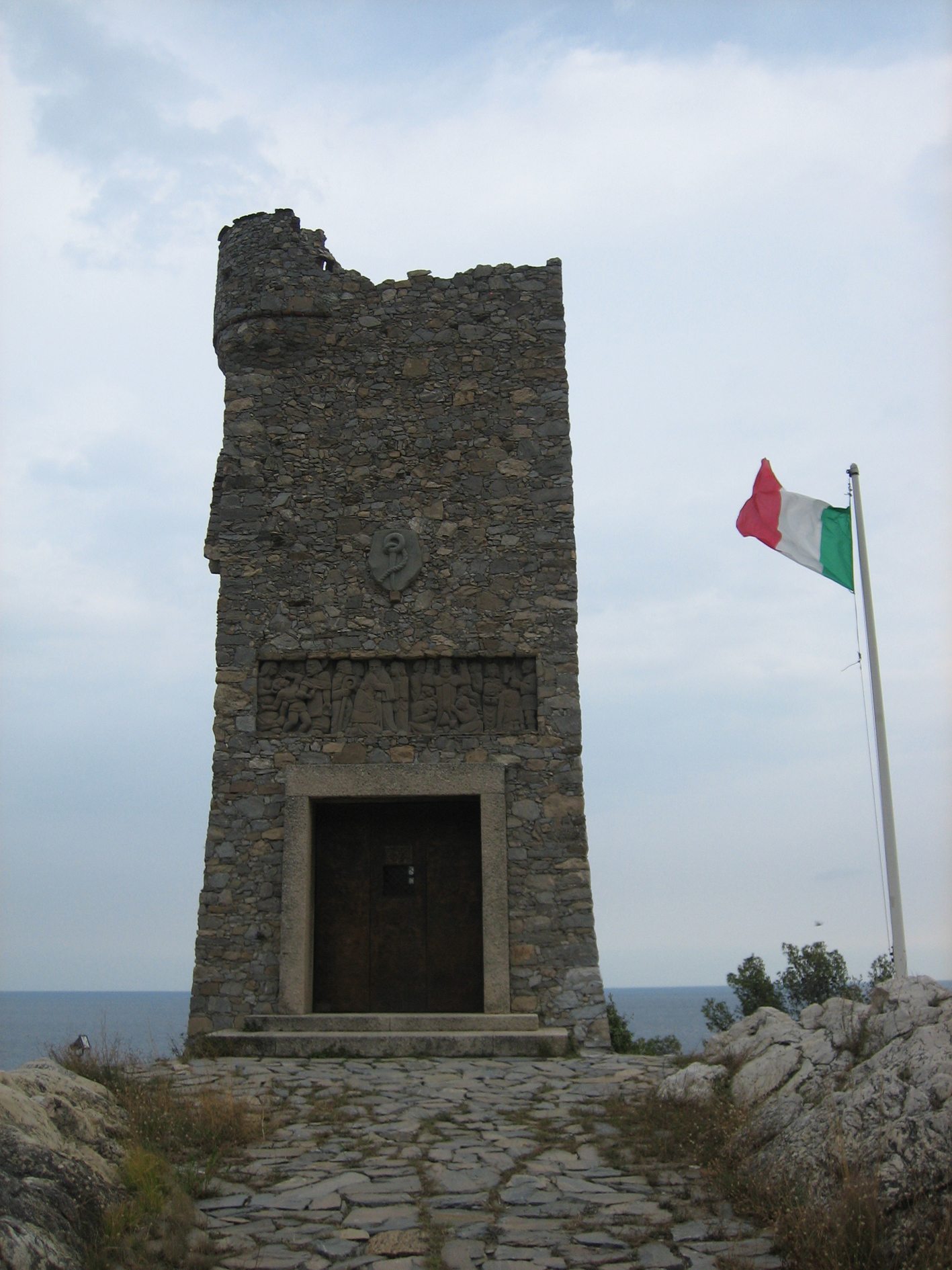
Mausoleum von Enrico Caviglia in Finale Ligure

Enrico Caviglia (* 4. Mai 1862 in Finale Ligure; † 22. März 1945 ebenda) war ein italienischer Marschall und Senator.

## Leben
Caviglia absolvierte an der Militärakademie in Turin eine Offiziersausbildung. Im Jahr 1883 wurde er zum Unterleutnant befördert und diente dann bei verschiedenen Artillerieverbänden. Von 1904 bis 1911 war er italienischer Militärattaché in Tokio und Peking. Er nahm am Eritreakrieg (1886–1889), an der Schlacht von Adua (1896) im italienisch-äthiopischen Krieg sowie am italienisch-türkischen Krieg (1912) teil.
Bei Ausbruch des Ersten Weltkriegs wurde Caviglia Brigadegeneral und kommandierte die Infanteriebrigade „Bari“ am unteren Isonzo. 1917 konnte er als Generalleutnant sich in der Elften Isonzoschlacht auszeichnen und mit seinen ihm unterstehenden Truppen auf die Hochfläche von Heiligengeist-Bainsizza nordöstlich von Görz vordringen. In der Schlacht von Vittorio Veneto kommandierte er die italienische 8. Armee, die die Schlacht Ende Oktober 1918 letztlich entschied.
Unmittelbar nach Kriegsende zeichnete ihn der britische König mit dem Order of the Bath aus. In Italien wurde er am 22. Februar 1919 Senator und in der Regierung Orlando Kriegsminister. Er löste das von Gabriele d’Annunzio geschaffene Fiume-Problem. Am 25. Juni 1926 erhielt er vom faschistischen Regime wegen seiner Verdienste im Ersten Weltkrieg den Rang eines Marschalls von Italien. Caviglia lebte in den Jahren danach wegen seiner Abneigung gegen den Faschismus relativ zurückgezogen. Nach dem Waffenstillstand vom 8. September 1943 übernahm er das Kommando in Rom und erreichte in Verhandlungen mit Generalfeldmarschall Albert Kesselring für die italienische Hauptstadt den Status einer „Offenen Stadt“. Kurz danach starb Caviglia in seiner Heimatstadt Finale Ligure.
Seine Grabstätte liegt im Mausoleo di Enrico Caviglia auf dem Capo San Donato, Finale Ligure.